# Загиров, Велибек Мирзабекович
Велибе́к Мирзабе́кович Заги́ров (род. 25 сентября 1940) — российский лингвист-кавказовед, специалист в области кавказских языков, лингводидактики и методики преподавания русского языка, лексикологии, фразеологии, лексикографии, сопоставительного языкознания, составитель программ, учебников, учебных и лексикографических пособий по русскому и табасаранскому языкам, методики их преподавания. Доктор филологических наук (1989), профессор (1990).

## Биография
Родился в селе Чувек Хивскогого района ДАССР в многодетной семье учителя и заведующего Чувекской НСШ Загирова Мирзабека Наврузбековича.
С 1954 по 1959 год учился в Дербентском педагогическом училище.
С 1962 по 1967 год учился на русском отделении филфака Дагестанского государственного университета (ДГУ).
С 1974 по 1976 год учился в аспирантуре ДГУ. В 1978 году в Тбилисском государственном университете защитил кандидатскую диссертацию по теме «Лексика табасаранского языка».
С 1979 года работает в Дагестанском государственном педагогическом университете.
В 1989 году в Институте языкознания АН СССР защитил докторскую диссертацию «Историческая лексикология языков лезгинской группы». В 1990 году присвоено звания профессора.
Профессиональный путь:
- С 1959 по 1962 год — учитель начальных классов Куштильской семилетней школы Хивского района.
- С 1967 по 1968 год — учитель русского языка и литературы Канцильской средней школы Хивского района ДАССР.
- С 1968 по 1987 год — методист кабинета русского языка Института усовершенствования учителей.
- С 1970 по 1974 год — инспектор отдела школ Минпроса ДАССР.
- С 1979 по 1985 год — декан факультета начальных классов ДГПУ.
- С 1990 по 1998 год — профессор кафедры методики начального обучения.
- С 1991 по 1993 год — стал одним из основателей табасаранского отделения на Факультета дагестанской филологии ДГУ.
- С 1991 по 1993 год — по совместительству работал на кафедре общего и дагестанского языкознания ДГУ.
- С 1998 по 2007 год — заведующий кафедрой русского языка факультета начальных классов ДГПУ.
- С 2007 год — профессор кафедры Теоретических основ и технологий начального языкового образования Факультета начальных классов ДГПУ.
- С 1998 года — руководит научной школой «Русский и дагестанские языки: сопоставительный аспект», в которой особое внимание уделено проблеме «Инновационные образовательные технологии обучения русскому языку в национальной (дагестанской) школе».

В период работы заведующим кафедрой русского языка главными задачами были программно-методическое обеспечение курсов, обеспечение их необходимыми пособиями. Была проведена работа по разработке и усовершенствованию вузовских программ основных и специальных курсов.
Являлся научным руководителем для 6 кандидатов наук по специальностям:
- Языки народов РФ (кавказские языки);
- Русский язык;
- Сравнительно-историческое, типологическое и сопоставительное языкознание;
- Теория и методика обучения и воспитания (русский язык в национальной школе).

Более 20 лет являлся членом трех диссертационных советов:
- Д 212.051.03 (ДГПУ) по специальностям «Сравнительно-историческое, типологическое и сопоставительное языкознание», «Языки народов РФ» (ДГПУ);
- Д 212. 051.03 по специальностям «Русский язык», «Литература народов РФ» (ДГПУ);
- Д 212.053.05 по специальности «Языки народов РФ» в ДГУ).

## Научная деятельность
Участвовал в развитии кавказоведения, сравнительно-сопоставительного языкознания, русистики, руководя исследованиями, участвуя в диссертационных советах по филологическим наукам.

Исследования посвящены важнейшим вопросам исторического развития языков лезгинской группы. По привлекаемому материалу и целому ряду выводов и научных гипотез о культуре и быте носителей дагестанских языков они представляют большую научную ценность и открывают новый этап в изучении дагестанских языков. Впервые в дагестановедении систематизировал историю развития целой языковой подгруппы. Языковедческие труды нацелены на разработку историко-сравнительных и сравнительно-типологических исследований, на практические задачи создания этимологического словаря языков лезгинской группы в целом и отдельных её представителей. Исследования внесли важный вклад в развитие дагестанской компаративистики.

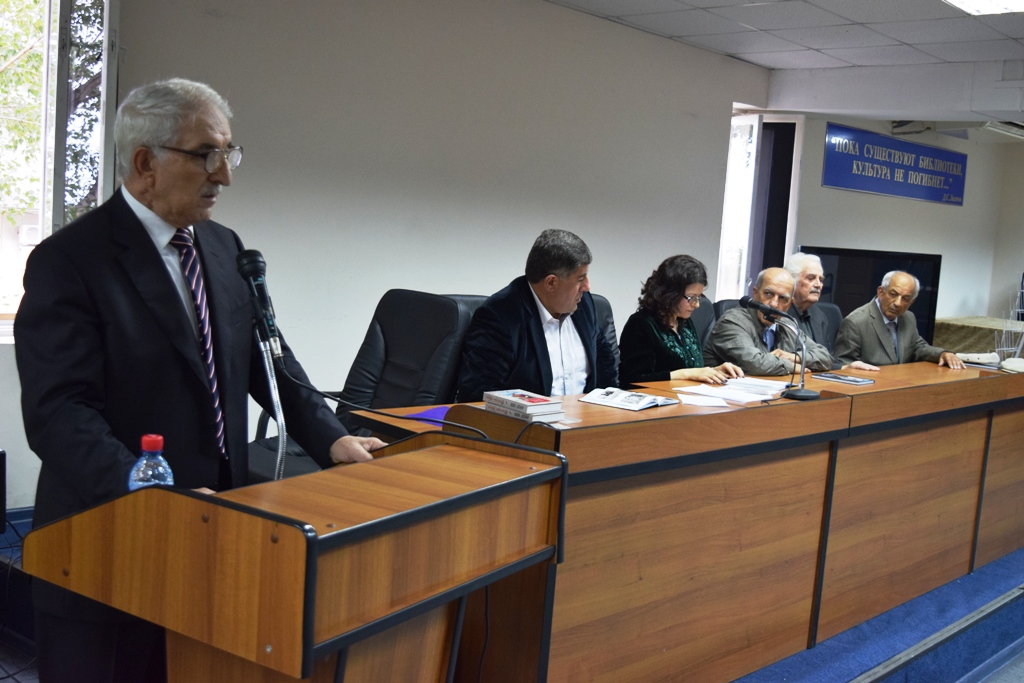
Презентация книги В. М. Загирова в Национальной библиотеке РД им. Р. Гамзатова (7 октября 2016 г.)

В. М. Загировым опубликовано более 200 научных, научно-методических работ, среди которых: монографии, словари, учебники для школ, учебно-пособия по русскому языку для студентов и преподавателей, учителей начальных классов и учителей табасаранского языка, программы по лингвистическим дисциплинам вуза и по табасаранскому языку и методике его преподавания для педагогических колледжей, ряд научных статей в реферируемых журналах ВАК, научных журналах, сборниках научных статей и материалах международных, всероссийских и региональных научно-практических конференций.
Автор более 90 работ по лексикологии лезгинских языков, лексике и этимологии табасаранского языка, в том числе четырёх учебников и четырёх словарей.
В процессе выполнения научной работы был проведен анализ лексики с точки зрения её происхождения, основные пути развития словарного состава, особенности взаимодействия и функционирования словарных единиц и некоторые другие. Монография, в которой отражены основные положения кандидатской диссертации, освещает неисследованные вопросы табасаранской лексикологии — анализ лексики с точки зрения её происхождения, основные пути развития словарного состава, особенности взаимодействия и функционирования словарных единиц и некоторые другие.
С именем В. М. Загирова связано формирование табасаранской лексикологии и лексикографии. Он снискал к себе уважение яркими и глубокими работами в области табасаранской лексикографии, создав словари, определившие пути дальнейшего развития дагестанской и табасаранской лексикографии.
Особенно большой вклад профессор В. М. Загиров как самостоятельно, так и в соавторстве с другими учеными, внес в создание учебников и учебных пособий для общеобразовательных школ и педучилищ. Его 9 учебников по табасаранскому языку и литературе и 13 методических пособий, составленные для студентов вуза и учителей школ на высоком научно-методическом уровне, внесли весомый вклад в развитие дагестанского языкознания, литературоведения и лингводидактики.
В своих монографиях, он широко освещает вопросы системного изучения лексики языков в историческом аспекте. Благодаря его исследованиям впервые в кавказоведении дается стратификация лексики языков, устанавливается хронология в развитии словарного фонда на основе разграничения общедагестанского пласта, собственной лексики всех языков лезгинской группы, лексики подгрупп (лезгинского, табасаранского, агульского; рутульского и цахурского и др.) и отдельных языков лезгинской группы. Особо рассматривается в монографиях роль заимствований в развитии лексической системы языков лезгинской группы, семантические изменения и словообразование. Показана роль словообразовательных и обобщенных лексических категорий (особенности категории именных классов, а также полисемии, омонимии, синонимии и антонимии) в развитии словарного состава языков лезгинской группы.
Фундаментальные труды В. М. Загирова по лексикологии табасаранского и родственных языков лезгинской группы являются оригинальными и ценными исследованиями, внесшими огромный вклад в дагестанскую и кавказскую лингвистику. Он является руководителем авторских коллективов по созданию учебников и учебных пособий по табасаранскому языку. Результатом данной работы стали публикация 3 учебников для табасаранских школ в 2018 и 2019 годах.

### Автор словарей и разговорников
- «Русско-табасаранский школьный фразеологический словарь» (1977),
- «Словарь омонимов табасаранского языка» (1985),
- «Школьный этимологический словарь табасаранского языка» (1992),
- «Школьный русско-табасаранский словарь» (2009),
- «Русско-табасаранский словарь» (1988; 2017),
- «Русско-табасаранско-английский разговорник» (2017).

### Учебные пособия
- Русский язык: «Лексикология», «Фразеология»[2].
- Особенности работы над словосочетанием и предложением средствами УМК «Школа России»[3].
- «Табасаранский язык. 2 класс». Учебное пособие для общеобразовательных организаций (Москва, Санкт-Петербург, 2018).
- «Табасаранский язык. 3 класс». Учебное пособие для общеобразовательных организаций (Москва, Санкт-Петербург, 2018).
- «Табасаранский язык. Букварь. 1 класс». Учебное пособие для общеобразовательных организаций (Москва, Санкт-Петербург, 2019).

### Монографии
- «Лексика табасаранского языка» (1981);
- «Историческая лексикология языков лезгинской группы» (1987);
- «Сравнительная лексикология языков лезгинской группы» (1996);
- «Русские заимствования в табасаранском языке» (2011);
- «Тюркские лексические заимствования в табасаранском языке» (2013);
- «Современный табасаранский язык» (2014);
- «Бейдуллах Ханмагомедов — ученый-языковед, мастер слова» (2016);
- «Синтаксис табасаранского языка» (2017);
- «Очерки теории и методики табасаранского языка» (2019).

### Научные публикации
- Сравнительно-типологическая характеристика послелогов табасаранского языка и предлогов русского языка[4];
- К проблеме изучения русско-дагестанских языковых контактов: история вопроса[5];

## Награды и звания
Научно-педагогическая работа, общественная деятельность профессора В. М. Загирова, проработавшего в органах народного образования более 60 лет, высоко оценены Дагестанским государственным педагогическим университетом (ДГПУ), Министерством высшего и профессионального образования РФ:
- Государственным комитетом СССР по народному образованию награждён нагрудным значком «За отличные успехи в работе» — за заслуги в области высшего образования СССР (1989).
- Верховным советом Республики Дагестан присвоено почетное звание «Заслуженный деятель науки РД» — за заслуги в научной деятельности и многолетний добросовестный труд (1994).
- Указом президента Российской Федерации присвоено почетное звание «Заслуженный работник высшей школы Российской Федерации» (2001)[6].